# Eric Marcus-Nilsson
Eric Marcus-Nilsson, född 20 juli 1878 i Göteborg, död 12 april 1946, var en svensk folkskollärare och kantor.
Efter folkskollärarexamen 1899 samt organist- och kantorsexamen 1899 blev Marcus-Nilsson lärare vid kyrkskolan i Närkes Kil 1915. Han var även kantor, föreläsare, ordförande i Örebro läns folkmusikförbund och i Örebro läns körförbund, styrelseledamot i Örebro läns allmänna bildningsförbund och ledamot av styrelsen för Örebro läns museum och Örebro läns hembygdsförbund. Han var även verksam som föreläsare inom hembygdsrörelsen och över folkmusik.